# Ipiés
Ipiés est un village de la province de Huesca, situé à environ six kilomètres au sud de la ville de Sabiñánigo. Au XIXe siècle, une grande partie de la population quitte le village pour s'installer à Hostal de Ipiés, plus proche de la route. L'église paroissiale a été construite aux XVIIe et XVIIIe siècles sur la base d'une église romane préexistante.